# Victor Vautré
Le baron Victor (de) Vautré, né le 10 mai 1770 à Dompaire (Vosges) et mort le 16 mai 1849 à Paris, est un officier français de la Révolution et de l’Empire qui poursuivit sa carrière sous la Restauration.

## États de service
Il sert tout d'abord dans la garde constitutionnelle de Louis XVI avant de s'engager dans le 7e bataillon de volontaires de Paris. À ce titre il combat à l'Armée du Nord  puis à celle des Ardennes. Il accède en 1793 au grade de capitaine. 
Il participe à la bataille d'Austerlitz en 1804 ainsi qu'à celle d'Heilsberg en 1807 durant laquelle il est blessé. Colonel du  9e de ligne, l'un des plus anciens régiments français, il est de nouveau blessé lors des combats menés dans le Tyrol en 1809 contre les troupes de la Cinquième Coalition. Lors de la campagne de Russie, il combat lors de la bataille de la Moskova durant laquelle il est encore blessé le 7 septembre 1812.
À la chute de l'Empire, il se rallie aux Bourbons. Aussi, lors de la Restauration, il nommé baron en 1816 et promu général de brigade la même année, le 17 juillet 1816. Il commande ensuite successivement les troupes du département de l'Isère, de l'Aveyron puis de l'Ain avant de devenir Inspecteur de l'Infanterie, arme dans laquelle il avait effectué toute sa carrière. 
Victor (de) Vautré était considéré le plus fort joueur de whist (jeu de cartes ancêtre du bridge) de son temps. Il est d'ailleurs l'auteur d'un traité (1839) intitulé : " Génie du whist méconnu jusqu'à présent, quoique joué avec une espèce de fureur par toute l'Europe, avec ses explications et des maximes certaines pour gagner "
Admis à la retraite en 1832 à l'âge de 62 ans, il meurt le 16 mai 1849 à Paris.  

## Titres, décorations, honneurs
- Chevalier de l'Empire (décret du 15 août 1809), (lettres patentes du 19 septembre 1810)[2].
- Baron (1816).

## Armoiries
Armes de chevalier de l'Empire
| Chevalier | Blasonnement D'azur au lion d'argent, tenant de la dextre une épée haute d'or : champagne de gueules du tiers de l'écu au signe des chevaliers légionnaires. Livrées : les couleurs de l'écu. |